# A Bob, a mester epizódjainak listája
Ez a lap a Bob, a mester című televíziós sorozat epizódjait listázza.

## Eredeti sorozat

### 1. évad
| #   | #   | Eredeti cím                 | Magyar cím                    | Eredeti premier | Magyar premier (JimJam) |
| --- | --- | --------------------------- | ----------------------------- | --------------- | ----------------------- |
| 1.  | 1.  | Pilchard in a Pickle        | Hol lehet Makréla?            | 1999. május 10  |                         |
| 2.  | 2.  | Muck Gets Stuck             | Muki az alagútban             |                 |                         |
| 3.  | 3.  | Scoop Saves the Day         | Márkus, a nap hőse            |                 |                         |
| 4.  | 4.  | Buffalo Bob                 | Buffalo Bob                   |                 |                         |
| 5.  | 5.  | Wendy's Busy Day            | Wendy nehez napja             |                 |                         |
| 6.  | 6.  | Bob Saves the Hedgehogs     | Vigyázz sünik                 |                 |                         |
| 7.  | 7.  | Bob's Bugle                 | Bob trombitája                |                 |                         |
| 8.  | 8.  | Bob's Birthday              | Bob születésnapja             |                 |                         |
| 9.  | 9.  | Travis Paints the Town      | Tódor kifesti a várost        |                 |                         |
| 10. | 10. | Travis and Scoop's Race Day | Tódor és Márkus nagy versenye |                 |                         |
| 11. | 11. | Naughty Spud                | Ejnye Piff!                   |                 |                         |
| 12. | 12. | Scary Spud                  | A félelmetes madárijesztő     |                 |                         |
| 13. | 13. | Bob's Barnraising           | Bob a pajtánál                |                 |                         |

### 2. évad
| #   | #   | Eredeti cím           | Magyar cím                     | Eredeti premier | Magyar premier (JimJam) |
| --- | --- | --------------------- | ------------------------------ | --------------- | ----------------------- |
| 14. | 1.  | Runaway Roley         | Guri elgurul                   |                 |                         |
| 15. | 2.  | Bob's Big Surprise    | A meglepetés                   |                 |                         |
| 16. | 3.  | Spud the Spanner      | Piff, az ezermester            |                 |                         |
| 17. | 4.  | Bob's White Christmas | Bob fehér karácsonya           |                 |                         |
| 18. | 5.  | Lofty to the Rescue   | Colos, a megmentő              |                 |                         |
| 19. | 6.  | Dizzy's Birdwatch     | Trixi madárlesen               |                 |                         |
| 20. | 7.  | Wallpaper Wendy       | Wendy, a festő mázoló tapétázó |                 |                         |
| 21. | 8.  | Dizzy's Statues       | Trixi és a szobrok             |                 |                         |
| 22. | 9.  | Tea Set Travis        | Tódor és a teáskészlet         |                 |                         |
| 23. | 10. | Wendy's Big Match     | A nagy verseny                 |                 |                         |
| 24. | 11. | Clocktower Bob        | Toronyóra Bobbal               |                 |                         |
| 25. | 12. | Wendy's Tennis Court  | Wendy teniszpályája            |                 |                         |
| 26. | 13. | Pilchard Goes Fishing | Makréla halászni megy          |                 |                         |

## Új óvodásoknak!

### 10. évad
| #    | #   | Eredeti cím                 | Magyar cím                | Eredeti premier | Magyar premier (JimJam) |
| ---- | --- | --------------------------- | ------------------------- | --------------- | ----------------------- |
| 118. | 1.  | Bob's Big Plan              | Bob nagy terve            |                 |                         |
| 119. | 2.  | Bob's Fresh Start           | Bob újrakezd              |                 |                         |
| 120. | 3.  | Lofty's Shelter             | Colos fedezéke            |                 |                         |
| 121. | 4.  | Dizzy and the Talkie-Talkie | Trixi és az adóvevő       |                 |                         |
| 122. | 5.  | Scoop's Recruit             | Márkus újonca             |                 |                         |
| 123. | 6.  | Where's Robert?             | Hol van Robert?           |                 |                         |
| 124. | 7.  | Wendy's Welcome             | Wendy fogadása            |                 |                         |
| 125. | 8.  | Roley's New Friend          | Guri új barátja           |                 |                         |
| 126. | 9.  | Two Scoops                  | A két Márkus              |                 |                         |
| 127. | 10. | Benny's Back!               | Beni visszatér            |                 |                         |
| 128. | 11. | Spud's Straw Surprise       | Piff meglepetése          |                 |                         |
| 129. | 12. | Off-Road Scrambler          | Úttalan utakon            |                 |                         |
| 130. | 13. | Meet Marjorie               | Margó bringája            |                 |                         |
| 131. | 14. | Muck's Mud Hut              | Muki sárkunyhója          |                 |                         |
| 132. | 15. | Wendy's Party Plan          | Wendy vendégséget szervez |                 |                         |

### 11. évad
| #    | #   | Eredeti cím                        | Magyar cím                                  | Eredeti premier | Magyar premier (JimJam) |
| ---- | --- | ---------------------------------- | ------------------------------------------- | --------------- | ----------------------- |
| 133. | 1.  | Scrambler in the Doghouse          | Berrencs kutyaszorítóban                    |                 |                         |
| 134. | 2.  | Benny's Important Job              | Beni fontos munkája                         |                 |                         |
| 135. | 3.  | Put-It-Together Spud               | Összeszerelő Piff                           |                 |                         |
| 136. | 4.  | Roley's Round-Up                   | Guri terel                                  |                 |                         |
| 137. | 5.  | Dizzy the Detective                | Trixi, a detektív                           |                 |                         |
| 138. | 6.  | Two Jobs Travis                    | Tódor két munkát vállal egyszerre           |                 |                         |
| 139. | 7.  | Scrambler and the Colourful Cave   | Berrencs és a tarkabarka barlang            |                 |                         |
| 140. | 8.  | Spud's Bumper Harvest              | Piff rekordtermése                          |                 |                         |
| 141. | 9.  | Muck's Convoy                      | Konvoj, kövesd Mukit!                       |                 |                         |
| 142. | 10. | While Bob's Away, Robert Will Play | Ha Bob nincs odahaza, játszik a Robert papa |                 |                         |
| 143. | 11. | Bob's Three Jobs                   | Bob háromféle munkája                       |                 |                         |
| 144. | 12. | Scoop Knows It All                 | Márkus mindent tud                          |                 |                         |

### 12. évad
1. Berrencs algaszállítmánya
2. Guri-turi
3. Piff neki
4. Bajúsz úr segédje
5. Menő Muki
6. Guri almaprése
7. Tódor kerge napja
8. Muki szárító-alagútja
9. Beni dzsungelkalandja
10. Trixi, a sétáló busz
11. Nagymenő első napja
12. A Bobby-ház
13. Bob újrakezd
14. Colos fedezéke
15. Trixi és az adóvevő
16. Hol van Robert?
17. Márkus újonca
18. Wendy fogadása
19. Guri új barátja
20. A két Márkus
21. Beni visszatér
22. Piff meglepetése
23. Úttalan utakon
24. Margo bringája
25. Muki sárkunyhója
26. Wendy vendégséget szervez
27. Berrencs kutyaszorítóban
28. Trixi, a detektív
29. Tódor két munkát vállal egyszerre
30. Berrencs és a tarkabarka barlang
31. Piff rekordtermése
32. Konvoj, kövesd Mukit!
33. Beni fontos munkája
34. Összeszerelő Piff
35. Guri terel
36. Vili fűzfája
37. Muki lovag
38. Ha Bob nincs odahaza, játszik a Robert papa
39. Bob háromféle munkája
40. Márkus mindent tud
41. Trixi pizsamabulija
42. Colos, a sztár
43. Törő-zúzó Benny
44. Berrencs, lassíts!
45. Tódor és a déligyümölcs
46. Márkus, a tanító
47. Piff paratőlgyfái
48. rocy

### 16. évad
Lehetetlen küldetés

## Vigyázz, kész, építs!

### 17. évad
| #    | #   | Eredeti cím                | Magyar cím                  | Eredeti premier | Magyar premier (Minimax) |
| ---- | --- | -------------------------- | --------------------------- | --------------- | ------------------------ |
| 211. | 1.  | Scratch's Hidden Treasures | Marci és az elveszett kincs |                 |                          |
| 212. | 2.  | Scrambler's Best Idea      | Kvandris legjobb ötlete     |                 |                          |
| 213. | 3.  | Scoop the Artist           | Márkus, a művész            |                 |                          |
| 214. | 4.  | High Tide for Lofty        | Colos fél a víztől          |                 |                          |
| 215. | 5.  | Roley's Rovers             | Guri és a kalózok           |                 |                          |
| 216. | 6.  | Start from Scratch         | Marci és a foci             |                 |                          |
| 217. | 7.  | Night Time Scratch         | Marci éjszakázik            |                 |                          |
| 218. | 8.  | Lofty and the Monster      | Colos és a szörnyeteg       |                 |                          |
| 219. | 9.  | Dizzy in Charge            | Trixi, a főnök              |                 |                          |
| 220. | 10. | Lofty's Helpful Day        | Colos segítőkész            |                 |                          |
| 221. | 11. | Scoop's Sea Rescue         | Márkus, a vízimentő         |                 |                          |